# Power Rangers (film)
Power Rangers è un film del 2017, diretto da Dean Israelite.
Film di supereroi statunitense, il terzo basato sull'omonimo franchise, è un reboot. Nel film, sceneggiato da John Gatins, sono presenti i protagonisti della serie televisiva Mighty Morphin Power Rangers con un nuovo cast, con Dacre Montgomery, Naomi Scott, RJ Cyler, Becky G, Ludi Lin, Bill Hader, Bryan Cranston ed Elizabeth Banks.
È il primo blockbuster con supereroi LGBT e autistici. Il creatore del franchise Haim Saban è tornato a produrre il film con la sua società di investimento. Il film è stato presentato al Regency Village Theater di Los Angeles il 22 marzo 2017 e distribuito negli Stati Uniti il 24 marzo 2017.
Ispirato ai personaggi creati da Haim Saban, Shuki Levy e la Toei Company, è stato sceneggiato da John Gatins su un soggetto di Matt Sazama e Burk Sharpless, Michele Mulroney e Kieran Mulroney.

## Trama
Nell'era cenozoica i Power Rangers, un gruppo di combattenti, persegue la missione di proteggere il Cristallo Zeo, fonte della vita sulla Terra; il gruppo, guidato da Zordon, viene tradito da uno dei suoi membri, la strega Rita Repulsa, e pertanto il leader, dopo aver nascosto la fonte dei poteri dei Rangers, le Monete del Potere, ordina al robot alleato del gruppo Alpha 5 di inviare un meteorite sulla Terra per sconfiggere Rita a costo della sua vita e di quella dei dinosauri.
Ai giorni nostri, nella cittadina statunitense di Angel Grove, cinque ragazzi delle scuole superiori si ritrovano a dover frequentare un corso punitivo che si tiene ogni sabato: Jason Scott, ex stella della squadra di football persosi dopo alcune bravate, Billy Cranston, un ragazzo autistico, Kimberly Hart, ex cheerleader ripudiata dalle amiche dopo aver diffuso foto private di una di esse, Zack Taylor, un allegro ragazzo asiatico che accudisce la madre malata, e Trini Kwan, una ragazza che ha cambiato spesso scuola e che non ha un buon rapporto con la sua famiglia per via del suo orientamento sessuale.
Dopo il corso, i cinque si ritrovano casualmente nella cava della città dove Billy si recava spesso col padre, da poco deceduto: nel corso degli scavi i ragazzi ritrovano quella che sembra essere una navicella spaziale e le Monete del Potere, ignorando tuttavia di cosa si tratti. Il giorno dopo, viste le straordinarie abilità che si sono accorti di possedere, ritornano sul posto e qui entrano in contatto con Alpha 5 e Zordon, la cui coscienza è stata inserita dal robottino nella matrice della nave, che spiegano loro la missione per cui sono stati scelti: salvaguardare il Cristallo Zeo e fermare per sempre Rita, anch'essa tornata alla vita dopo essere stata ripescata dalle profondità marine dalla nave su cui lavora il padre di Jason.
I cinque ragazzi, dopo un'iniziale e comprensibile incredulità, decidono di sottoporsi all'addestramento per diventare Rangers, ma la scarsa fiducia reciproca impedisce loro di ottenere il pieno potere delle Monete e di trasformarsi: per questo decideranno di rivelarsi le proprie paure e di diventare per davvero amici, ma Rita, che per mettere le mani sul Cristallo sta tentando di riportare in vita il mostruoso Goldar, scova i cinque e li minaccia, affermando sprezzante che sono ben lontani dall'essere dei veri Power Rangers.
La situazione raggiunge l'apice della tensione quando Jason scopre che Zordon li sta usando per poter tornare alla vita e poco dopo la crudele Rita uccide Billy, dopo averli rapiti, perché questi si rifiuta di dirle dove si trova il Cristallo (di cui il ragazzo ha scoperto l'ubicazione grazie ai suoi calcoli); i quattro portano il suo cadavere a Zordon e questi decide di usare il potere che la loro amicizia ha risvegliato non per sé ma per resuscitare Billy: uniti da un vincolo profondo, i cinque riescono finalmente a trasformarsi e ad affrontare la malefica Rita e Goldar.
Lo scontro devasta Angel Grove ma i Rangers, grazie ai loro robot giganti, gli Zord, riescono a tenere loro testa e Jason, per di più, salva anche suo padre; quando Rita e il suo mostro si fondono i cinque assemblano i loro robot dando vita al Megazord, che sconfigge Goldar e scaglia Rita nello spazio. I Power Rangers vengono acclamati come eroi e il Cristallo è in salvo.
A metà dei titoli di coda, il professore del corso, durante l'appello, menziona un nuovo allievo: Tommy Oliver.

## Produzione
La Saban Capital Group e Lionsgate annunciarono il film nel marzo 2014. Roberto Orci è stato originariamente contattato per produrre il film con Ashley Miller e Zack Stentz alla sceneggiatura. Il 10 aprile 2015 TheWrap ha riferito che Dean Israelite era in trattative per dirigere il film.
Il budget del film è stato stimato in 100000000 $.

## Promozione
Il primo trailer in lingua originale è stato distribuito l'8 ottobre 2016, mentre in italiano il 26 ottobre.

## Distribuzione
Il film è stato distribuito nelle sale cinematografiche italiane a partire dal 6 aprile 2017, mentre in quelle statunitensi dal 24 marzo.

## Accoglienza

### Incassi
Il film ha incassato solamente, a fronte di un budget stimato in 100 milioni di dollari, 142337240 $ a livello mondiale. Gli analisti hanno calcolato che con un simile budget il film avrebbe dovuto incassare oltre 300 milioni per andare bene, cosa che non è accaduta.

### Critica
Il film è stato accolto tiepidamente dalla critica; sull'aggregatore di recensioni Rotten Tomatoes il film ha un indice di gradimento del 44%, basato su 133 recensioni, che indica una parziale bocciatura del film. La stessa votazione è presente sull'aggregatore Metacritic, in questo caso basata su 30 recensioni.

## Sequel
Nel maggio del 2016, in una conference call con gli analisti, l'amministratore delegato della Lionsgate Jon Feltheimer aveva annunciato che avrebbero potuto fare fino a sette film complessivi del franchise. Il 22 marzo del 2017, Haim Seban affermò che la Lionsgate aveva già un arco narrativo per sei film. Tuttavia, nel maggio del 2017, Forbes constatò che data la scarsa performance del film al box office, un sequel sarebbe stato improbabile. Più tardi nello stesso mese, è stato invece riportato che un sequel sarebbe stato possibile grazie alle vendite da record del merchandise. Prima dell'uscita del film nelle sale americane, Israelite ha confermato che erano in corso trattative per il sequel, e Lord Zedd e Tommy Oliver ne avrebbero fatto parte.
Il 1 maggio 2018, Seban Brands ha venduto il franchise dei Power Rangers alla Hasbro. L'8 agosto dello stesso anno, questa ha annunciato che avrebbe lavorato a un seguito del film dei Power Rangers, e nel febbraio del 2019, l'amministratore delegato ha affermato che erano in corso trattative con la Paramount per produrlo.

## Reboot
L'11 luglio 2019, Dacre Montgomery ha rivelato che lo studio ha piani per produrre un secondo reboot, senza né lui, né il cast, né il regista. In seguito è stato riportato che sono iniziate le negoziazioni per affidare la regia del film a Jonathan Entwistle, con Patrick Burleigh alla sceneggiatura. Il film sarà ambientato negli anni 90, e includerà i viaggi nel tempo. Il 20 ottobre 2020 è stata confermata la presenza di Entwistle nel progetto, e la settimana dopo è stato annunciato che la sceneggiatura sarà invece affidata a Bryan Edward Hill.

## Curiosità
- In una delle ultime scene del film sono presenti[32], tra gli abitanti della città salvati dai Power Rangers, gli attori Jason David Frank ed Amy Jo Johnson, rispettivamente Tommy Oliver / Green Ranger e Kimberly Ann Hart / Pink Ranger nella prima serie televisiva del 1994 Mighty Morphin Power Rangers.
- Durante la battaglia finale tra gli Zords dei Rangers e Goldar vengono menzionate Mariner Bay e Reefside, le città fittizie in cui erano ambientate rispettivamente le serie Power Rangers Lightspeed Rescue e Power Rangers Dino Thunder.
- Bryan Cranston che interpreta Zordon nel film, aveva partecipato in passato a due episodi della prima serie televisiva del 1994 Mighty Morphin Power Rangers prestando la voce a dei mostri comparsi in due episodi.